# أنيون دي مونكايو
بلدية أنيون دي مونكايو (بالإسبانية: Añón de Moncayo)‏ هي بلدية تقع في مقاطعة سرقسطة التابعة لمنطقة أراغون شمال شرق إسبانيا.

## الديموغرافيا
بلغ عدد سكان بلدية أنيون دي مونكايو 208 نسمة عام 2011 (وفقاً للمعهد الوطني الإسباني للإحصاء).
| 317 | 312 | 295 | 249 | 244 | 220 | 208 |